# Cottus gobio
El cavilat  o carrasco espinoso (Cottus gobio) es una especie de pez de la familia Cottidae. Se distribuye por la mayor parte de Europa. Es de pequeño tamaño, midiendo alrededor de 18 cm. Su patrón de coloración varía, pero tiene manchas oscuras distribuidas de manera irregular por el cuerpo. Presenta una línea lateral bastante evidente.